# Hassmersheim Færge
Hassmersheim-færgen var en køreledningsfærge med kædetalje, der sejlede på Neckar i Haßmersheim, som var 115 meter bred og tre en halv til fire meter dyb. Det forbandt byen Haßmersheim med stationen på den anden side af Neckar på Neckar Valley Railway. Færgen var en af de sidste luftlinjefærger, i Tyskland er det kun Strausseefærgen i Strausberg, Brandenburg, der sejler på denne måde.

## Historie
En "Hassmersheim Færge" blev nævnt i et dokument så tidligt som i 1330.
Indtil midten af 1930'erne sejlede en krøjefærge på dette tidspunkt, som måtte erstattes af en kædefærge i løbet af Neckar-kanalen. Først blev en dieselfærge bygget på Philipp Ebert & Sons skibsværft i Neckarsteinach brugt, den sidste færge til drift blev bygget i 1948. Færgen var udlejet indtil 1951, hvorefter den blev drevet af samfundet.
I 1980'erne var færgen truet med afbrydelse. I 1986 blev der stiftet et borgerinitiativ for at redde færgen. Ved en folkeafstemning den 18. september 1988 besluttede 73,04 procent af vælgerne at fortsætte med at drive færgen.
Neckarsteg, en tre meter bred gangbro med et spænd på over 140 meter, har været åben for fodgængere siden 17. september 2014. Den officielle indvielse fandt sted den 17. oktober. Færgefarten blev indstillet den 24. september 2014, færgecertifikatet udløb den 17. oktober 2014. Færgen blev overtaget af byen Heilbronn, overhalet og brugt som en del af Federal Garden Show 2019. Den blev brugt som en flydende begivenhedsscene og forblev i drift som en "færgescene" efter afslutningen af haveshowet.

## Teknologi
Passager- og bilfærgen blev drevet af en 15 kW elmotor med en spænding på 380 volt. Den elektriske energi, der var nødvendig for at drive færgen, blev leveret via en fire-polet køreledning strakt hen over Neckar.
Færgens lasteevne var 15 tons, den var godkendt til seks personbiler og 60 personer. Længden var 16,06 meter, længden med overbygning 21,16 m; bredden: 6,06 meter, med overbygning 9 m.

## Driftstimer
Indtil 1963 sejlede færgen dag og nat, hvorefter driften var begrænset til klokken 5.00 til 21.00 (8.00 til 18.00 om søndagen). I 2013 sejlede færgen mandag til fredag fra 5:30 til 20:15 og i weekenden fra 9:30 til 18:15. Togene standsede kun på Haßmersheim station fra ca. I slutningen af 2013 blev stationen forbundet med Heilbronn Nord Stadtbahn. Den nye konstruktion af Neckarsteg, som har erstattet færgen siden september 2014, var direkte relateret til dette projekt. Under højvande sejlede en færgebåd (fra 2003 "Patriot", før "Dieter") midlertidigt, som stadig bruges i dag til udflugter.

## Links
- https://www.rnz.de/region/neckartal-odenwald/mosbach_artikel,-Ab-Juni-2014-gehts-zu-Fuss-ueber-den-Neckar-_arid,39945.html
- https://web.archive.org/web/20140223171506/http://www.hassmersheim.de/fileadmin/Dateien/Dateien/Gemeinde_Hassmersheim/Hassmersheim-Chronik_Stand_Januar_2014.pdf